# Ampulex sibirica
Ampulex sibirica là một loài côn trùng cánh màng trong họ Ampulicidae, thuộc chi Ampulex. Loài này được Fabricius miêu tả khoa học đầu tiên năm 1793.